# Pan Yuqing
Pan Yuqing es una deportista china que compitió en judo. Ganó una medalla de bronce en los Juegos Asiáticos de 2002 y una medalla de oro en el Campeonato Asiático de Judo de 2008.

## Palmarés internacional
| Juegos Asiáticos    | Juegos Asiáticos      | Juegos Asiáticos  | Juegos Asiáticos |
| Año                 | Lugar                 | Medalla           | Categoría        |
| ------------------- | --------------------- | ----------------- | ---------------- |
| 2002                | Busan (Corea del Sur) | Medalla de bronce | –78 kg           |
| Campeonato Asiático |                       |                   |                  |
| Año                 | Lugar                 | Medalla           | Categoría        |
| 2008                | Jeju (Corea del Sur)  | Medalla de oro    | –78 kg           |